# Argelia (Antioquia)

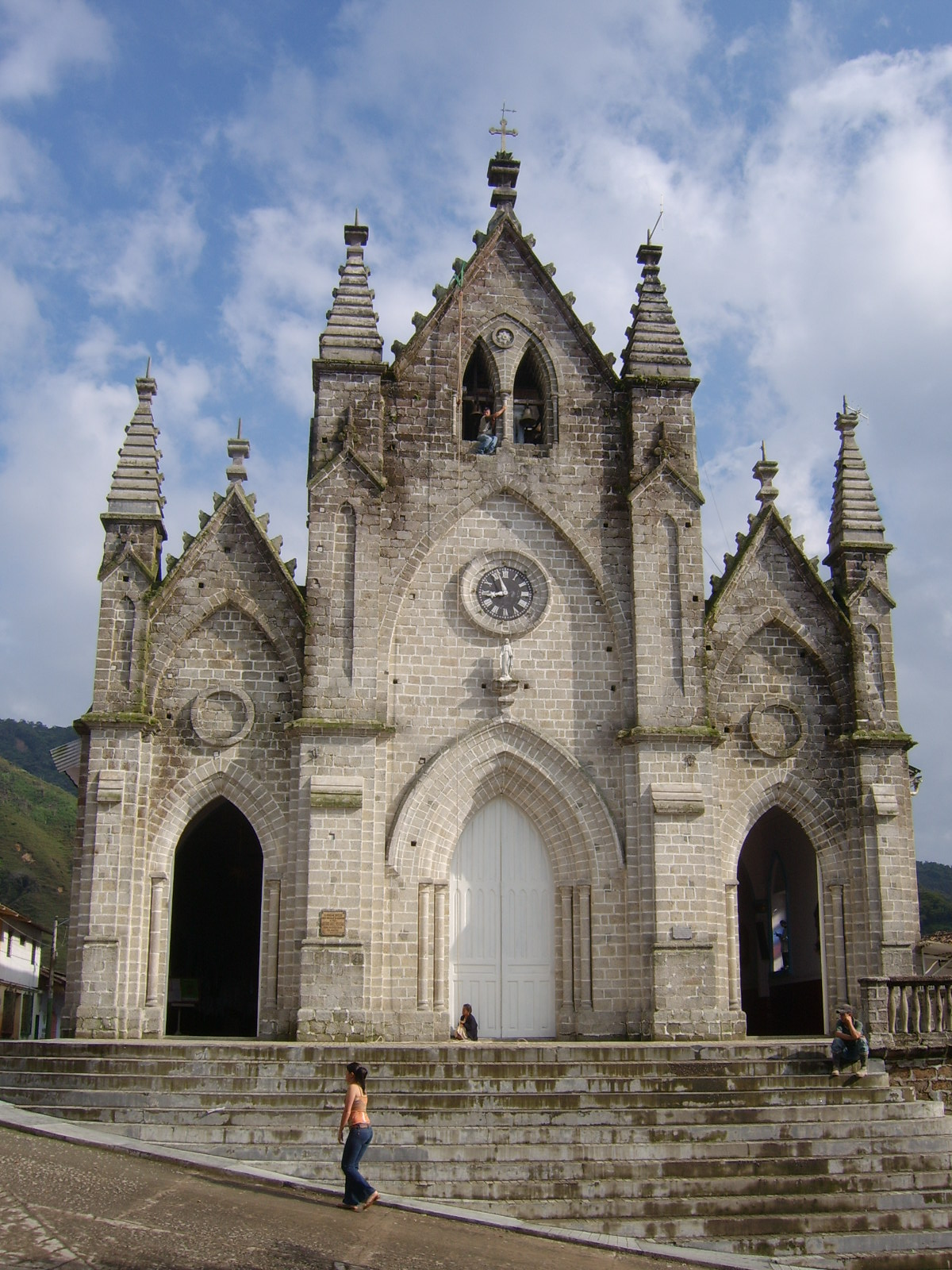
Igreja da Argelia

Argelia, oficialmente Argelia de María, é uma e município cidade da Colômbia, no departamento de Antioquia. Tem uma extensão de 254 quilômteros quadrados e sua população, segundo o censo de 2005, é formada por 8 911 habitantes.